# 가이 레이몬드
가이 레이몬드(Guy Raymond, 1911년 7월 1일 ~ 1997년 1월 26일)는 미국의 배우이다.
맨해튼에서 태어났으며 ㅋ샌타모니카에서 사망하였다.

## 영화
- 철인들 (1969년)
- 반도레로 (1968년)
- 발라드 오브 조시 (1967년)
- 러시안스 (1966년)
- 잇 해펀드 앳 더 월드 페어 (1963년)
- 집시 (1962년)
- 4차원의 사나이 (1959년)
- 딜론 보안관 (1955년)
- 디즈니랜드 (1954년) - 벤 그리솜 역